# КБ-9 Експериментал
КБ-9 Експериментал је једноседа ваздухопловна једрилица, дрвене конструкције. Направљена је у Југославија 1952. године а намењена је истраживању и побољшању спортских једрилица.

## Пројектовање и развој
Трагајући за што успешнијом једрилицом у фабрици Летов у Љубљани су 1952. године дошли на идеју да направе експерименталну летелицу. Задатак је добио инж. Марјан Слановец који је претходно радио на пројекту једрилице Ударник. Пошто је рок био веома кратак, узет је труп једрилице Ударник на кога је накалемљено ламинарно крило NACA 643-618 са малим отпором а поклопац кабине је изведен као код једрилице Триглав 3 калота направљена од плексигласа. Такође је извршена модификација репа и тако је настала летелица названа КБ-9 Експериментал. Све ово је завршено у изузетно кратком року тако да је нова једрилица први пут полетела у јулу месецу 1952. године.

### Технички опис
Једрилица КБ-9 Експериментал је дрвене конструкције. Труп јој је био елипсастог облика обложен оплатом од шпера (полу монокок). На предњем делу трупа је била смештена пилотска кабина са једним удобним заваљеним седиштем и покривана поклопцем од плексигласа из једног дела у облику калоте. Поклопац се отварао унапред а имао је окове који су омогућавали његово лако одбацивање у случају ванредне опасности. Једрилица је била опремљена најосновнијим инструментима за дневно летење, а то су: варијометар, компас, висинометар, брзиномер и показивач нагиба. Као стајни трап овој једрилици је служила скија причвршћена амортизером од тврде гуме. На репу једрилице налазила се еластична дрљача.
Форма крила је била равна, док је облик био трапезастог облика са заобљеним крајевима. Самоносећа крила су постављена на горњој ивици трупа тако да је летилица била класификована као високоокрилни моноплан. Носећа конструкција крила је била дрвена са две рамењаче. Крило је било обложено дрвеном лепенком. Контрола брзине се остварује помоћу аеродинамичких кочница. Једрилица је имала класичан облик репа, конструкција хоризонталног и вертикалног стабилизатора као и кормила били су изведени као и крило.  Једрилица је направљена искључиво од домаћих материјала.

## Карактеристике
Карактеристике наведене овде се односе на једрилицу КБ-9 Експероментал а према изворима
| Финеса      | 1 : 32,6 при брзини 83 km/h |
| Перформансе | - максимална брзина 250 km/h - минимална брзина km/h - минимално пропадање 0,71 m/s при брзини 79 km/h                                                       |
| Димензије   | - размах крила 16,00m - дужина 7,60m - висина 1,73m - површина крила 16,00m2 - аеропрофил крила: NACA 643-618 - виткост - макс. оптеречење крила; 22,75kg/m2 |
| Маса        | - сопствена 274 kg - носивост 90 kg - полетна 364 kg - водени баланс; нема                                                                                   |

## Оперативно коришћење
Ова једрилица је коришћена за истраживање и експериментисање у области летења и поправљање технологије израде ваздухопловних једрилица. 

## Сачувани примерци
Није сачуван примерак ова једрилица. 

## Земље које су користиле ову једрилицу
- Југославија